# EleKtriK: Live in Japan
EleKtriK: Live in Japan je koncertní album britské rockové skupiny King Crimson. Bylo vydáno v prosinci 2003 (viz 2003 v hudbě).
Deska EleKtriK: Live in Japan obsahuje koncertní záznam z turné k poslednímu studiovému albu The Power to Believe, které proběhlo v roce 2003. Videozáznam z vystoupení v japonském Tokiu 16. dubna byl vydán na DVD Eyes Wide Open, audiozáznam vyšel jako koncertní album EleKtriK: Live in Japan.

## Seznam skladeb
Všechny skladby napsal(i) Adrian Belew, Robert Fripp, Trey Gunn a Pat Mastelotto, pokud není uvedeno jinak. 
| Pořadí         | Název                                                     | Autor                                          | Původní album                     | Délka |
| -------------- | --------------------------------------------------------- | ---------------------------------------------- | --------------------------------- | ----- |
| 1.             | Introductory Soundscape                                   | Fripp                                          | —                                 | 5:05  |
| 2.             | The Power to Believe (Part I: A Cappella)                 | Belew                                          | The Power to Believe (2003)       | 0:41  |
| 3.             | Level Five                                                |                                                | The Power to Believe (2003)       | 7:22  |
| 4.             | ProzaKc Blues                                             |                                                | The ConstruKction of Light (2000) | 5:59  |
| 5.             | EleKtriK                                                  |                                                | The Power to Believe (2003)       | 8:01  |
| 6.             | Happy With What You Have to be Happy With                 |                                                | The Power to Believe (2003)       | 4:14  |
| 7.             | One Time                                                  | Belew, Bruford, Fripp, Gunn, Levin, Mastelotto | THRAK (1995)                      | 6:00  |
| 8.             | Facts of Life                                             |                                                | The Power to Believe (2003)       | 5:29  |
| 9.             | The Power to Believe (Part II: Power Circle)              |                                                | The Power to Believe (2003)       | 8:43  |
| 10.            | Dangerous Curves                                          |                                                | The Power to Believe (2003)       | 6:02  |
| 11.            | Larks' Tongues In Aspic (Part IV)“ včetně „I Have a Dream |                                                | The ConstruKction of Light (2000) | 10:32 |
| 12.            | The World's My Oyster Soup Kitchen Floor Wax Museum       |                                                | The Power to Believe (2003)       | 6:31  |
| Celková délka: | Celková délka:                                            | Celková délka:                                 | Celková délka:                    | 74:47 |

## Obsazení
- King Crimson
  - Adrian Belew – zpěv, kytara
  - Robert Fripp – kytara
  - Trey Gunn – Warr guitar
  - Pat Mastelotto – bicí, perkuse